# جونکوس
جونکوس (به اسپانیایی: Yuncos) یک شهرستان در اسپانیا است که در استان تولدو واقع شده‌است.

## خصوصیات
جونکوس ۱۵ کیلومترمربع مساحت و ۶٬۶۰۳ نفر جمعیت دارد و ۵۵۱ متر بالاتر از سطح دریا واقع شده‌است.